# Nikon D60

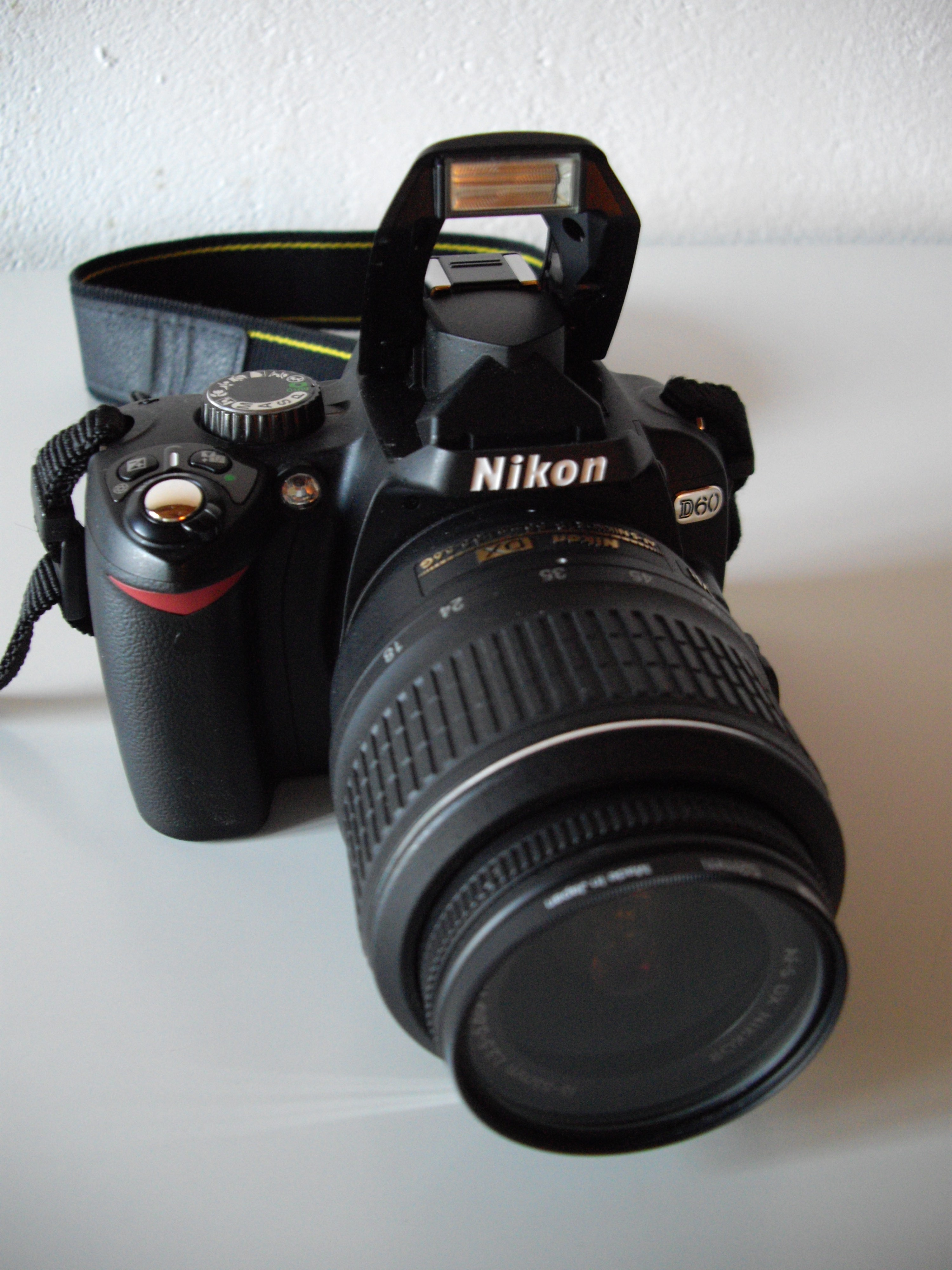

Nikon D60 — цифровий дзеркальний фотоапарат початкового рівня компанії Nikon, анонсований у січні 2008 року як заміна Nikon D40 і D40x.
Фотоапарат оснащений матрицею 10,2 мегапікселя, процесором Nikon Expeed, механізм самоочищення матриці, системою автоматичного повороту зображення на дисплеї при зміні орієнтації камери.
Швидкість серійної зйомки — до 3 кадрів на секунду.